# Perdigueiro português
Perdigueiro português är en stående fågelhund från Portugal. Perdigueiro kommer av det portugisiska namnet på rapphöna. Rasen är av en gammal typ och anses ha gemensamt ursprung med bracco italiano och den spanska pointern perdiguero de burgos. Perdigueiro português var en del av avelsunderlaget för den engelska pointern, som den delar den speciella konkava nosryggen med. Efter första världskriget var rasen närapå att dö ut, ett restaureringsarbete inleddes under 1920-talet. Stambok upprättades 1932 och rasstandarden skrevs 1938. I Portugal är den idag en av de populäraste hundraserna.